# Dinnahalli, Kollegal
Dinnahalli là một làng thuộc tehsil Kollegal, huyện Chamarajanagar, bang Karnataka, Ấn Độ.